# Puerto Soledad
Port Saint Louis (durante la administración francesa); Puerto de Nuestra Señora de La Soledad (administración española); Puerto Soledad o Puerto de la Soledad (administración argentina antes de Vernet); Puerto Luis (administración argentina después de Vernet); Anson's Harbour y actualmente Port Louis (administración británica) es un establecimiento portuario en el noreste de la isla Soledad, una de las islas Malvinas.
Fue fundado por Louis Antoine de Bougainville (de quién tomó nombre el primer asentamiento) en 1764 como el primer establecimiento estable en las islas, pero en 1767 (tres años después) fue transferido a España y rebautizado como Puerto Soledad.
Desde su fundación hasta 1833, este asentamiento fue el principal en las islas y la capital de la gobernación subordinada de la rioplatense, la comandancia que formaba parte del Virreinato del Río de la Plata y las comandancia militar y luego comandancia política y militar de las Islas Malvinas como parte de las Provincias Unidas del Río de la Plata.
Se encuentra en el sector occidental de la Bahía de la Anunciación (en francés: Baye Accaron, en inglés: Berkeley Sound), al noroeste de la Isla Larga y al sudoeste de la caleta Boungainville. También se ubica a 26 km (51 km por carretera) al noroeste de Puerto Argentino/Stanley, capital actual de las islas.

## Toponimia
El nombre en francés fue dado en homenaje al rey Luis XV de Francia. Sin embargo, algunos historiadores dicen que se debe a la embarcación Saint Louis, que pasó por esa zona en el año 1706. Cuando España tomó la posesión de las islas, renombró al sitio Puerto Soledad, debido a que habían recibido una imagen de la Nuestra Señora de la Soledad.
La Virgen fue declarada Patrona del puerto insular. Cuando Felipe Ruiz Puente solicitó asistencia espiritual para los isleños, en enero de 1768, el gobernador de Buenos Aires le envió en la fragata Águila «una imagen de bulto de Nuestra Señora de la Soledad, tutelar de dichas islas, con vestido de terciopelo guarnecido, a más de diversos ornamentos y otras cosas del culto».
Luis Vernet renombró el asentamiento como Puerto Luis.

## Historia

### Port Saint Louis

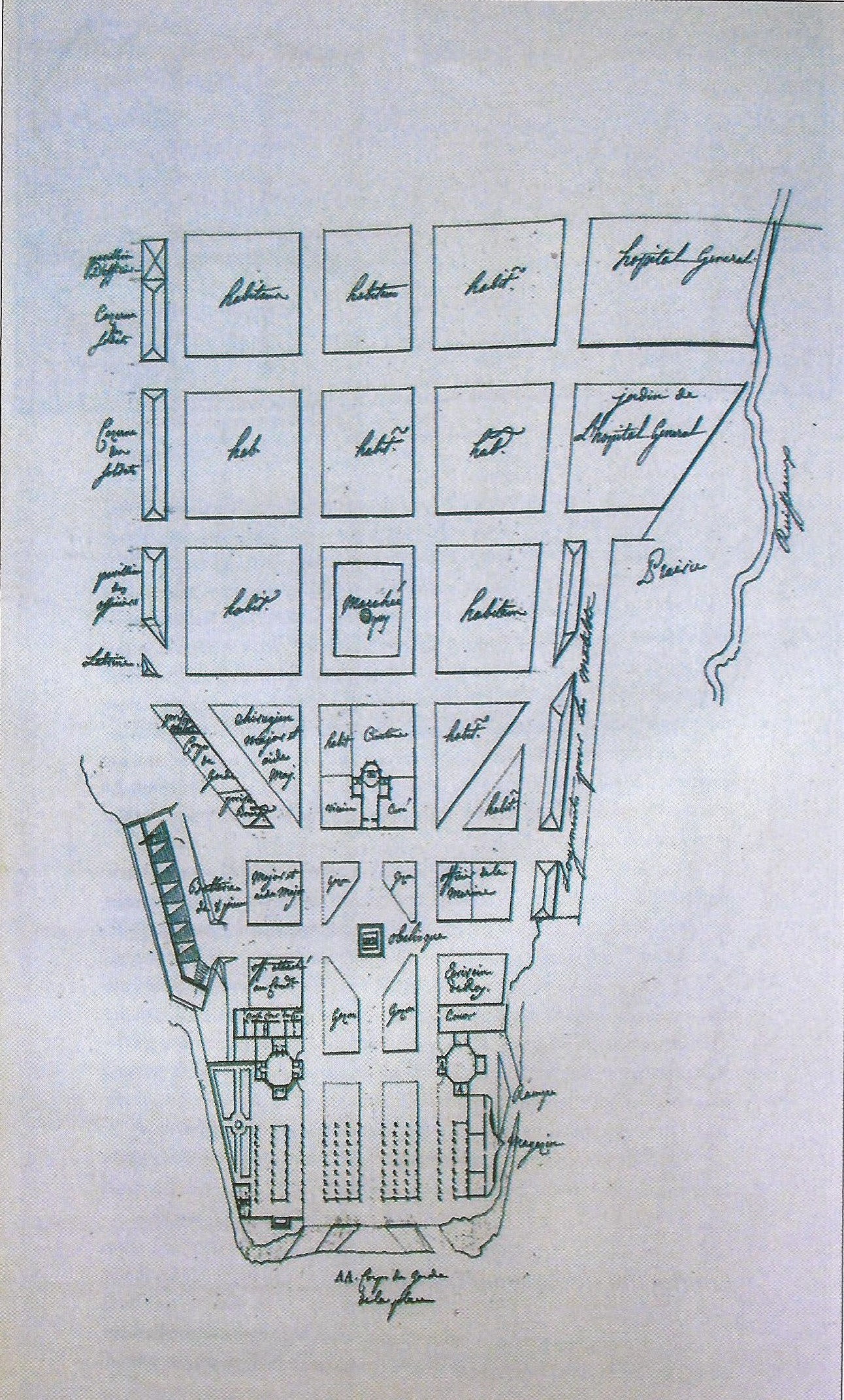
Plano de la colonia de Port Saint Louis.

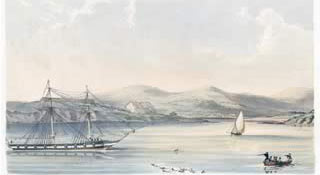
Una vista de Port Louis.

Louis Antoine de Bougainville, hacia 1763 tenía el proyecto de crear una colonia francesa en el sur del continente americano, tras la pérdida de la colonia de Canadá. Para ello, se contactó con el duque de Choiseul, quién estaba a cargo del Ministerio de Guerra y Marina francesa, y ejercía influencia en los Ministerios de Asuntos Exteriores y Finanzas. Bougainville le propuso crear un asentamiento en las islas Malvinas que serviría como puerto de abastecimiento para viajes alrededor del mundo. Una vez concretado, recibiría abastecimiento de hombres, víveres y municiones, y también se tomaría posesión de la isla Bouvet y las Tierras Australes o se formaría un establecimiento en el norte de California.
Finalmente, el duque de Choiseul, aceptó el proyecto, pero lo redujo a solo el establecimiento en Malvinas. Bougainville decía que era necesaria la colonia, ya que de lo contrario los ingleses tomarían la avanzada. Por otra parte, el proyecto sería financiado por fondos privados y, sabiendo que los españoles consideraban a las islas como propias, en caso de una reclamación de parte de ellos, la colonia les sería entregada, respetando el compromiso de defenderlas ante los ingleses.
En febrero de 1763, se constituía en Saint-Malo una compañía para financiar el viaje. Además, la corona asumió el suministro de víveres, armamentos y el pago de los soldados y funcionarios. Viajaron a bordo de los buques Águila y Esfinge. Entre ellos iba el sacerdote Antoine-Joseph Pernety, quién luego de su estadía publicó "Historia de un viaje a las Islas Malvinas realizado entre 1763 y 1764". La salida de los buques ocurrió el 9 de septiembre y realizaron escalas en Brasil y Montevideo. Los franceses divisaron las islas el 31 de enero de 1764, divisando primero las islas Sebaldes. Ingresaron a una bahía y desembarcaron el 17 de febrero.
Al llegar, divisaron el paisaje (se preocuparon por la ausencia de bosques), vieron que no existía población alguna e instalaron un campamento y trazaron los planos de la colonia. Tomaron posesión de las islas en nombre de Francia el 5 de abril, creando un fuerte con el nombre de Port Saint Louis. Instauraron una cruz, construyeron un fuerte con un obelisco conmemorativo y trazaron en el terreno los planos realizados por el ingeniero Lhuillier de la Serre. Dentro del obelisco, Luis Vernet años más tarde, halló una medalla dejada por los franceses que se conserva en el Museo Mitre en Buenos Aires.
Bougainville regresó a Francia para iniciar un nuevo viaje a las islas para abastecer a los colonos y se entera del viaje de una escuadra inglesa al mando de John Byron que tenía como objetivo circunnavegar el mundo y reconocer las islas que ellos llamaban "Falklands". Mientras tanto el duque de Choiseul intentaba anunciar la colonia a los españoles, explicando su ocupación de las islas por la ausencia española ante la inminente expedición inglesa. Además, Bougainville escribió informes valorizando la colonia de Port Saint Louis como puesto de defensa, de ataque y centro comercial por la pesca de bacalao, ballenas, focas y lobos marinos. También era importante para abastecer y reponer a los barcos en las rutas hacia China y la India. También creía que en las tierras de la isla se podrían cultivar trigo y vegetales.
En un año llegó a una población de 75 habitantes (la mayoría de ellos acadios), con 3 matrimonios y 2 nacimientos registrados (al parecer, los primeros en la historia de las islas).
La Corona española se enteró del asentamiento y no lo toleró, transformando el asunto en una cuestión de estado. Choiseul se reunió con el embajador español ante la Corona francesa y explicó que la misión de la colonia era solo impedir un establecimiento inglés y no ocuparlas, ya que reconocían la soberanía española. También resaltó la importancia de Port Saint Louis para las dos naciones. Luego, la Corona española manifestó su satisfacción por el reconocimiento de sus derechos.
Bougainville y Choiseul viajaron a Madrid, donde un comité creado por cuatro secretarios de estado analizaron el tema de las islas. Finalmente, el comité decidió que se abandone el asentamiento dejándolo en manos de los españoles quienes establecerían un nuevo asentamiento. Aunque Choiseul intentó retener Port Saint Louis para la Corona francesa reforzando las provisiones y armamentos e incorporando nuevos habitantes, terminó aceptando la administración española.
En 1765, a pesar de que la colonia francesa tenía ya más de 150 personas y daba señales de crecimiento y prosperidad, por motivos financieros (él mismo pagó muchas expediciones) y que España temía que las Malvinas se convirtiesen en una base de retaguardia para atacar su oro de Perú, por orden del rey Louis XV, Bougainville fue obligado a desmantelar su colonia y vender las islas a los españoles (el Rey de España le pagó 618 108 libras francesas por las islas). Durante este tiempo francés, los marineros británicos trataron de establecerse en el puerto de la Croisade en 1766, al que renombraron como Port Egmont. Bougainville escribió:

«En diciembre de 1766, la fragata HMS Japan atracó en Port Louis frente al fuerte. El capitán MacBride desembarcó, profirió amenazas y se marchó el mismo día».

Luego de entregar la colonia a los españoles el 29 de marzo de 1767, Bougainville zarpó de Port Saint Louis a bordo del Boudeuse, acompañado por los barcos españoles Esmeralda y Liebre dejando la colonia en manos de Felipe Ruíz Puente, el primer gobernador español (1767-1773) de Puerto Soledad (nombre como se conocería). La ceremonia tuvo lugar el 1 de abril de 1767 frente a la casa del gobernador, y desde aquí Bougainville zarpó para hacer la primera circunnavegación francesa del mundo. Ya fuera de las islas, Bougainville redactó varias notas y manuscritos aconsejando las medidas a tomar por España en las islas y detallando datos geográficos, climáticos y topográficos.

### Puerto Soledad

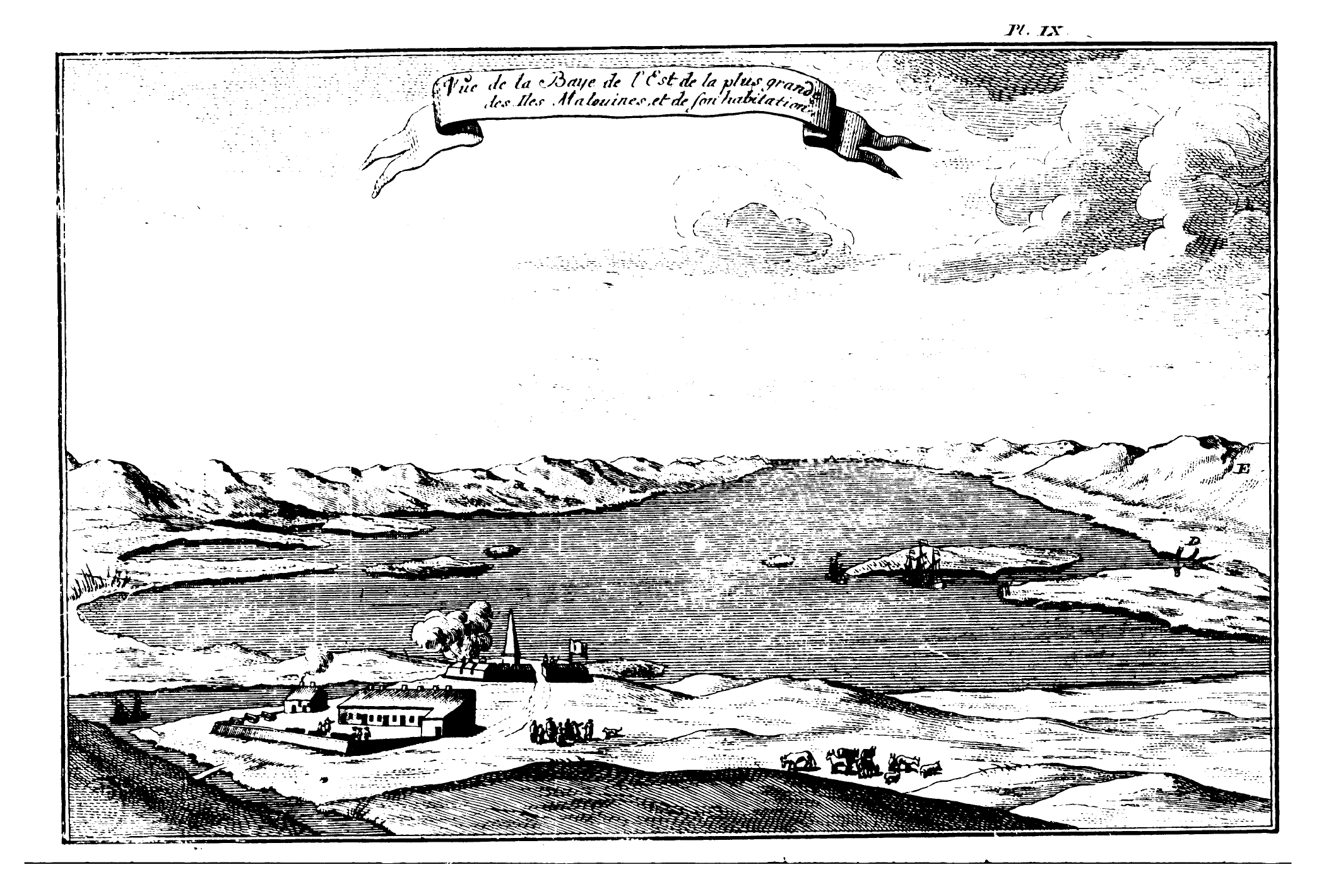
El original asentamiento de Puerto Soledad. Dom Pernety, 1769.

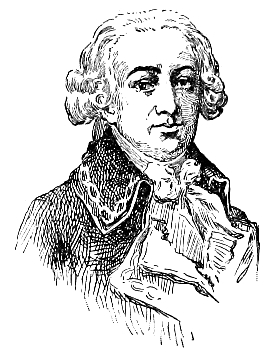
Louis Antoine de Bougainville

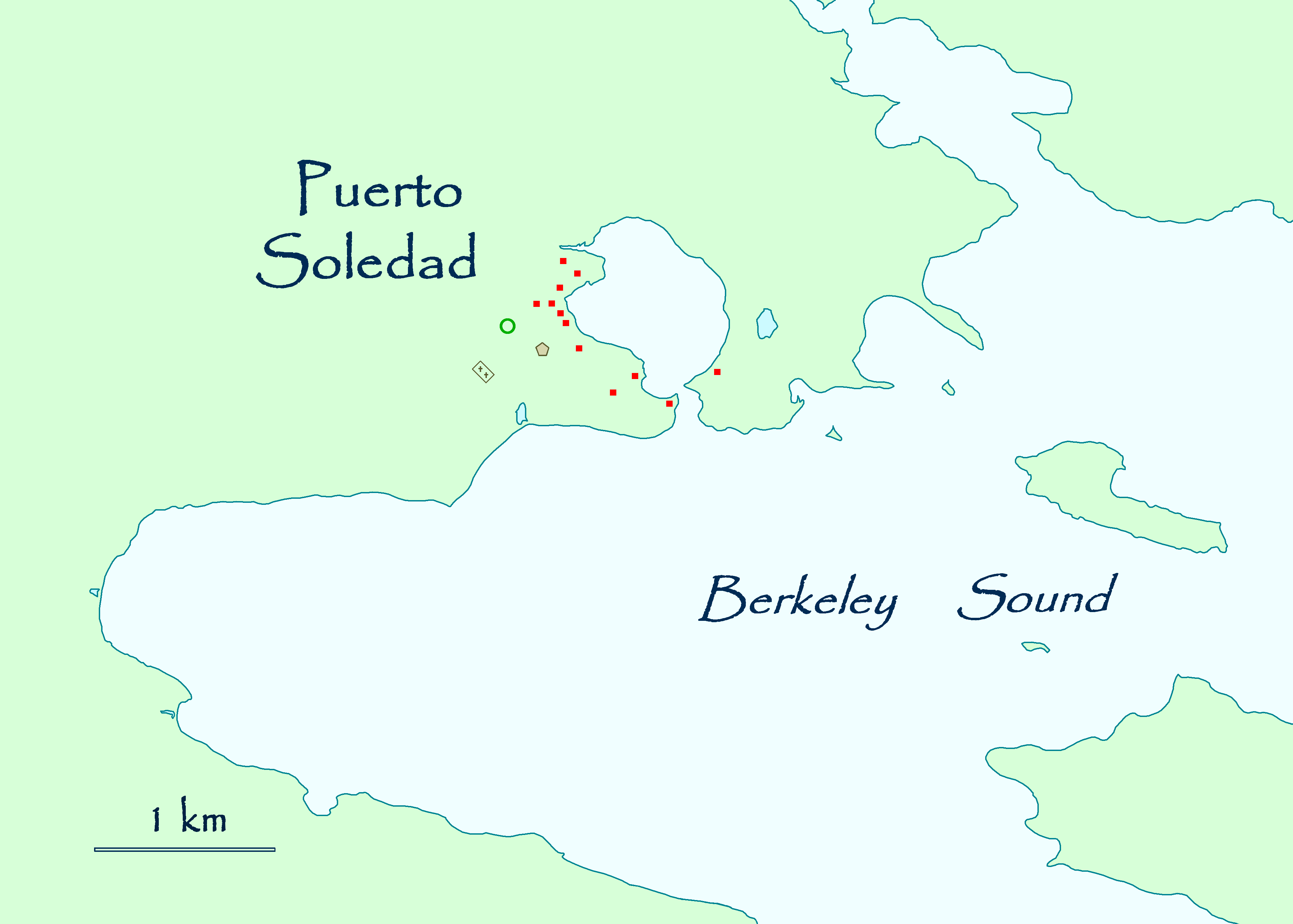
Ubicación en las costas de la Bahía de la Anunciación.

España y Francia habían llegado en 1765 a un acuerdo para el reconocimiento de las Islas como posesión española que incluía una indemnización por gastos realizados a Louis Antoine de Bougainville, el coronel francés que fundó la colonia pesquera y foquera de Port Saint Louis en la Isla Soledad.
El 2 de octubre de 1766 el rey Carlos III de España dictó una real cédula por la cual creaba la Gobernación de las Islas Malvinas como dependencia del gobernador y capitán general de Buenos Aires, en ese momento Francisco de Paula Bucarelli y Uruzúa, nombrando al capitán de navío Felipe Ruiz Puente como primer gobernador del territorio.
El establecimiento se convirtió entonces en la capital de la Comandancia de las Islas Malvinas donde residía el gobernador, que fue puesta por España bajo administración del Virreinato del Río de la Plata. España gobernó Puerto Soledad a través de su administración colonial en Buenos Aires. Durante sus 44 años de existencia el asentamiento tuvo 21 gobernadores y comandantes marítimos, de los cuales dos fueron criollos del Río de la Plata: Jacinto de Antolaguirre (1781-1783), nacido en Buenos Aires, y Francisco de Paula Bucarelli y Uruzúa (1798-1799, 1800-1801) nacido en Montevideo. Los gobernadores eran principalmente oficiales de la Marina, con la excepción de uno extraído del ejército.
Puerto Soledad tenía 103 habitantes en 1781: el gobernador, 2 sacerdotes, un funcionario del Tesoro, 3 oficiales, un cirujano, 50 soldados, 43 convictos, un albañil y un panadero. Ocuparon unos 20 edificios, incluidos viviendas, barracas para oficiales, marineros, convictos y soldados, capilla, hospitales, horno, herrero y carpintero tiendas, etc. Con el tiempo el número de edificios aumentó a más de 30 y en 1811, la población cae a 46 habitantes. El puerto estaba protegido por tres baterías, la San Felipe al este, la Santiago al oeste y en una en altura, la San Carlos. Barcos con suministros llegaban de Montevideo a Puerto Soledad todos los veranos. Esa línea de suministros se cortó temporalmente durante la guerra librada por España contra Gran Bretaña en 1805-1808, y la ocupación británica de Montevideo en 1807, causando considerables dificultades a los residentes de Puerto Soledad.

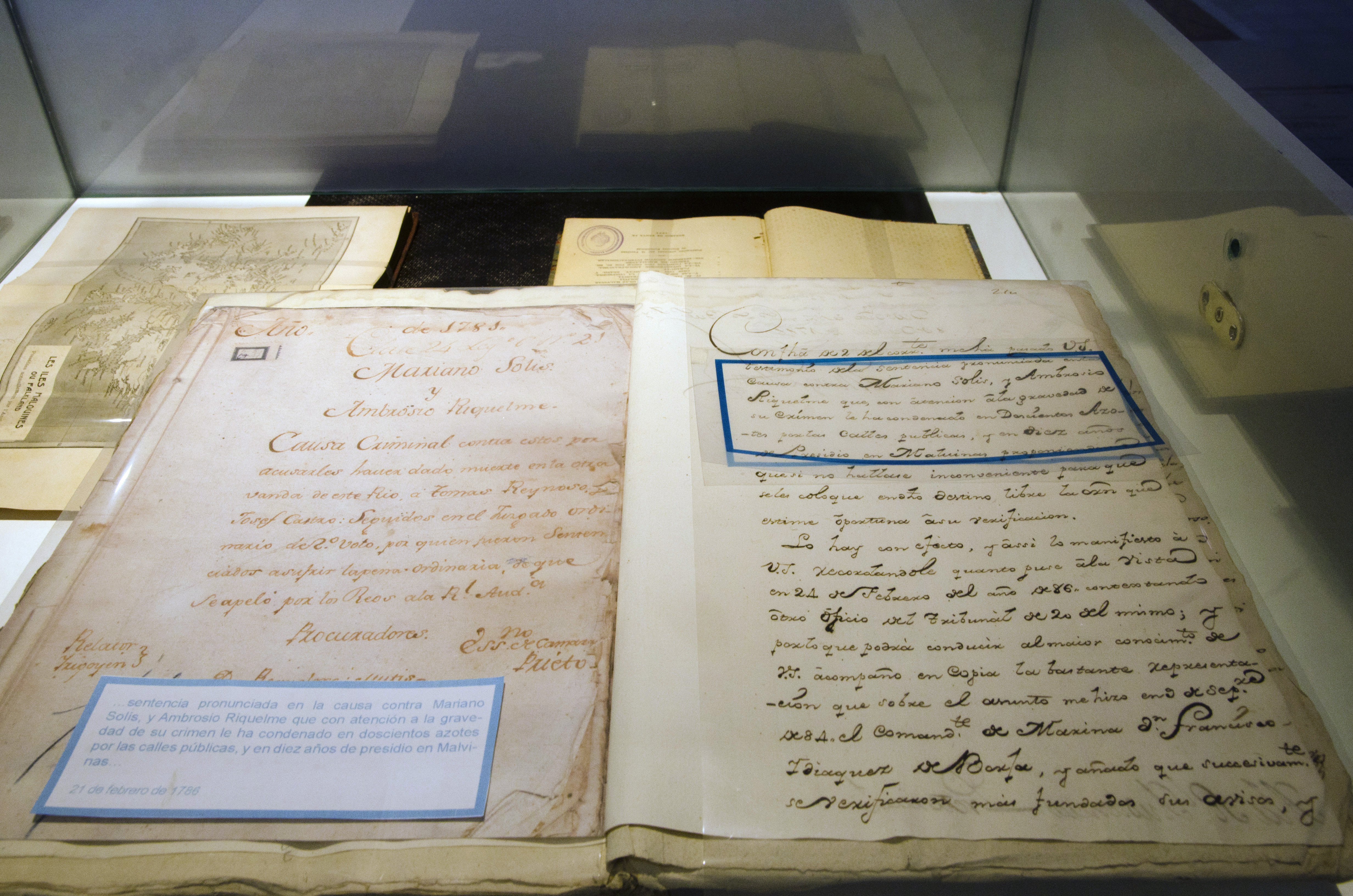
Documento español condenando a un hombre pasar diez años preso en Puerto Soledad.

Una fuente indispensable de subsistencia para la pequeña colonia, así como por los numerosos cazadores de focas estadounidenses que operan en las islas e ingleses, fue el ganado salvaje introducido por los franceses en 1764, con más ganado traído más tarde desde Montevideo por los españoles. Había 2.180 cabezas de ganado y 166 caballos en 1778. En ocasiones festivas los españoles aún celebraban sus corridas de toros, por ejemplo, durante el evento de tres días organizado por el gobernador Ramón de Clairac y Villalonga (1785-1786, 1787-1790) para celebrar la adhesión del rey Carlos IV al trono.
Los españoles abandonaron el establecimiento el 13 de febrero de 1811 por orden del último virrey del Río de la Plata, Francisco Javier de Elío, con sede en Montevideo, cuando ya las Provincias Unidas del Río de la Plata estaban fuera del control español. Todas las tropas y colonos de Puerto Soledad fueron evacuados a bordo del bergantín Gálvez a Montevideo con el fin de luchar contra sus adversarios en Buenos Aires. Una placa conmemorativa de plomo fue dejada en la capilla de Puerto Soledad suplicando posesión de la isla y el asentamiento para el rey Fernando VII de España. El motivo del abandono de Puerto Soledad fue su baja utilidad y los elevados gastos de conservación.
En agosto de 1816, José de San Martín envió una carta al gobernador de San Juan, solicitando que liberara a prisioneros que se encontraban en Carmen de Patagones y en las Malvinas para que se sumaran al Ejército de los Andes.

### Puerto Luis

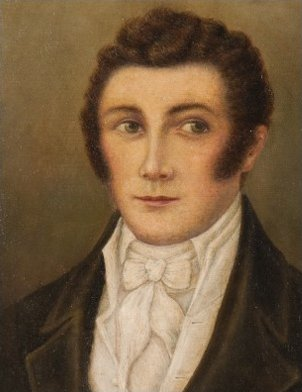
Luis Vernet

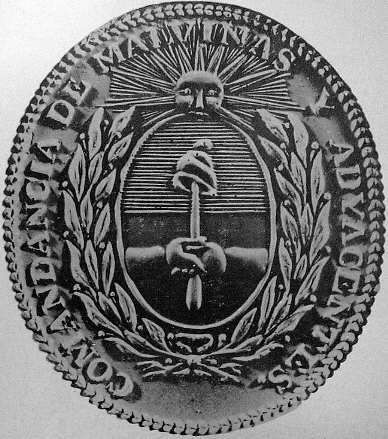
Escudo de la comandancia político-militar de las Malvinas.

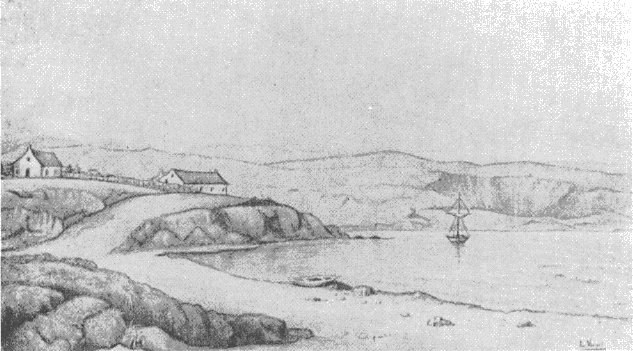
Puerto Luis en 1830

Durante los siguientes 17 años el asentamiento, mientras era frecuentado por cazadores de focas, había permanecido prácticamente abandonado. En octubre de 1820, después de los daños a su fragata Heroína en una tormenta, el coronel David Jewett, un marino estadounidense al servicio de Buenos Aires se vio obligado a poner en las islas un refugio en Puerto Soledad. Esta fue la culminación de un viaje desastroso de ocho meses en el cual sufrió un motín y la mayoría de su tripulación sufría enfermedades. Una vez en el puerto, hubo otro intento de motín de la tripulación que deseaba regresar a Buenos Aires. Con muchos de sus hombres enfermos, Jewett buscó la ayuda del explorador antártico británico James Weddell para realizar un nuevo viaje. El 6 de noviembre de 1820, David Jewett izó la bandera de las Provincias Unidas del Río de la Plata en Puerto Soledad, junto con Weddell como testigo. Luego de reparar la fragata, regresó a Buenos Aires.
Jewett advirtió a las naves británicas y estadounidenses presentes que no tenían autorización para cazar focas en el área, tras lo cual volvió a Buenos Aires; en general los foqueros ignoraron su advertencia, persistiendo en la ilegalidad de sus actos.
En 1823 la provincia de Buenos Aires concedió derechos exclusivos de caza y pesca en las islas a la sociedad de Jorge Pacheco y Luis Vernet (1792-1871); a este último lo designó como gobernador de la Comandancia política y militar de las Islas Malvinas. Los colonos llegaron a Puerto Soledad en febrero de 1824, sin embargo, el material del que disponían y el entrenamiento de los peones resultaron inadecuados, y la expedición decidió regresar en agosto. Se realizó un nuevo intento dos años más tarde, esta vez exitoso, formando un próspero asentamiento permanente bajo la dirección de Vernet, llamado Puerto Luis. A principios de 1828 el gobierno de la ya entonces República Argentina amplió la concesión de los colonos.
Vernet, antes de asentarse en las islas, solicitó el apoyo gubernamental para el emplazamiento de un fuerte, que debía contar con fortificaciones y artillería defensiva adecuadas. También insistió en que se le asignara un pequeño buque de guerra para asegurar el cumplimiento de lo dispuesto en la Ley Nacional de Pesca: efectuar la cobranza de los derechos de pesca en aguas sujetas a su jurisdicción, arresto de los infractores, transporte de maderas desde el estrecho de Magallanes, enlace con los asentamientos del río Negro y con el puerto de Buenos Aires, etc. Las autoridades aceptaron las sugerencias del comandante y le otorgaron cuatro cañones, cincuenta fusiles y la munición y pertrechos correspondientes. Se le entregaron también veinte quintales de hierro, un fuelle, herramientas de herrería, carpintería, construcción y labranza.
El 15 de julio de 1829 Vernet se trasladó a las Malvinas junto con su esposa, María Sáez, y sus hijos Emilio, Luisa y Sofía. Viajaron con él 15 colonos ingleses y 23 alemanes, incluidas sus familias. Llevó además personal de servicio y peones en el que los rioplatenses (afroamericanos, gauchos e indígenas) eran mayoría. Construyeron viviendas, levantaron un relevamiento topográfico, montaron un saladero de pescado y carne, y construyeron una goleta (Águila). Al jurar la bandera y tomar posesión de su cargo, el 30 de agosto, Vernet leyó una proclama acompañada con las tradicionales veintiún salvas de cañón:

Domingo 30 de agosto de 1829

El comandante político y militar nombrado por el Superior Gobierno de Buenos Aires, en conformidad con el decreto de 10 de junio que acabo de haceros público, ha elegido este día aniversario de Santa Rosa de Lima, patrona de la América, y para ejercer de nuevo un acto formal de dominio que tiene la república de Buenos Aires sobre estas Islas Malvinas, las de Tierra del Fuego y sus adyacentes y demás territorios desde donde acaba el de la comandancia de Patagones, hasta el Cabo de Hornos; y al efecto ha enarbolado en este día el pabellón de la República saludándolo en la mejor forma que permite el naciente estado de esta población.

El comandante espera que cada uno de los habitantes dará en todo tiempo de subordinación a las leyes, viviendo como hermanos en unión y armonía a fin de que con el incremento de población que se espera y que el Superior Gobierno ha prometido fomentar y proteger nazca en su territorio austral una población que haga honor a la República cuyo dominio reconocemos ¡Viva la patria!

Matilde Vernet y Sáez nació en Puerto Luis en 1830 y se convirtió en la primera persona en nacer en el archipiélago de Malvinas.
Como se nombró, entre los nuevos habitantes provenientes de la zona del Río de la Plata, se encontraban gauchos, que permanecerían años después de la toma de los británicos en las zonas rurales de la isla, sobreviviendo hasta el día de hoy descendientes de ellos, y parte de su vocabulario que se incorporó al inglés malvinense.
El asentamiento de Puerto Luis también funcionó (al igual que en la época de Puerto Soledad) como una colonia penal.

### Ocupación británica de Puerto Luis

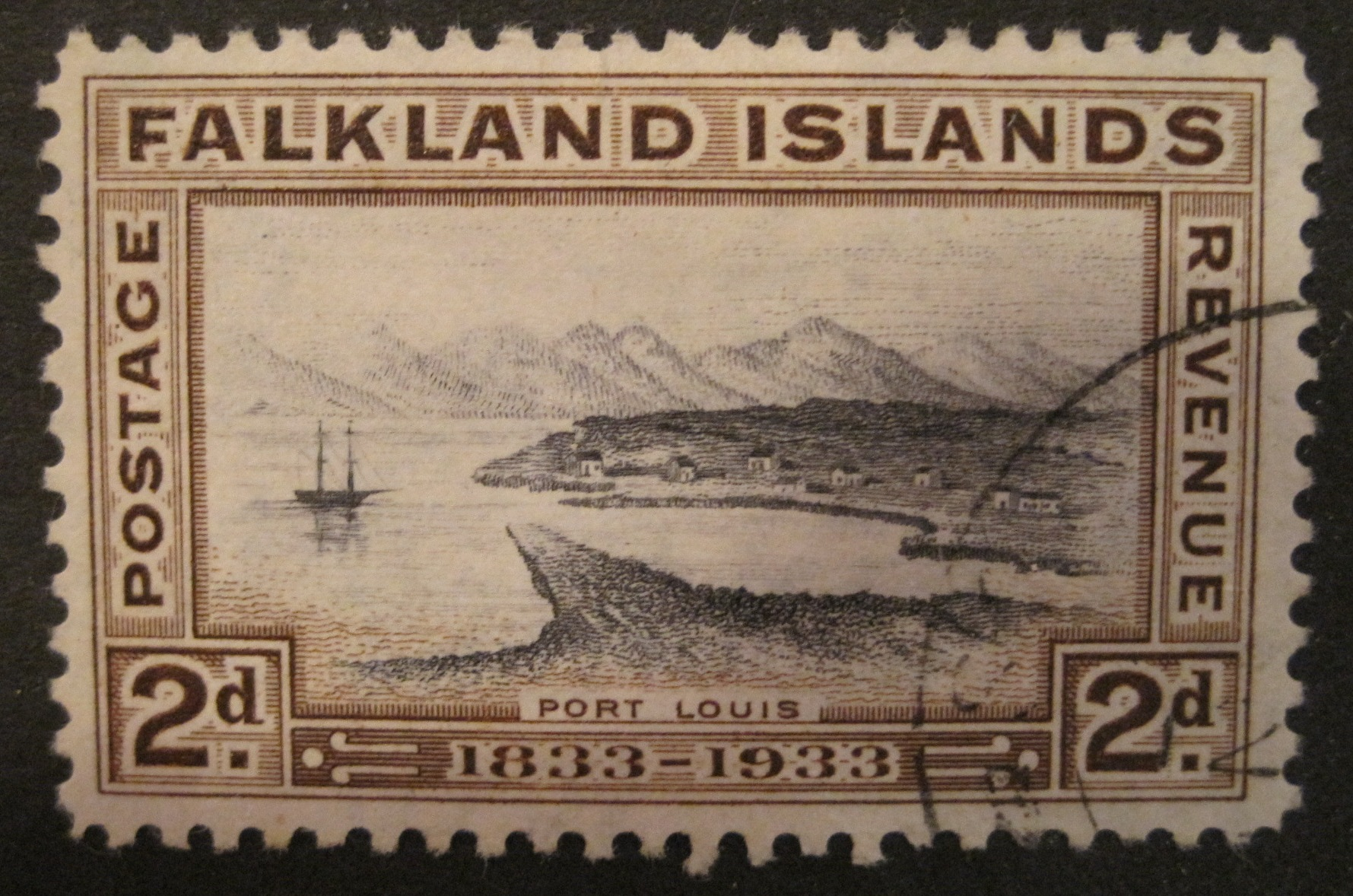
Estampilla con la imagen de Port Louis.

Después de una disputa de pesca que finalizó cuando Vernet se apoderó de unos buques pesqueros estadounidenses, el buque USS Lexington destruyó Puerto Soledad/Puerto Luis en 1832 tratando de recuperar las naves tomadas, un acto que fue apoyado por el embajador estadounidense en Buenos Aires, que declaró unilateralmente que las Malvinas eran un área libre de cualquier poder administrativo (res nullius). Cuarenta colonos vieron la oportunidad de salir a bordo de la Lexington, dejando veinticuatro atrás.
Además, en medio de la agitación ocurrida en Puerto Soledad, ocurre un motín donde asesinan al gobernador Esteban José Francisco Mestivier, previamente nombrado por Juan Manuel de Rosas. Según el informe del Lexington, las condiciones en las islas en ese momento eran bastante miserables. En medio de la situación, los británicos asumieron el control del establecimiento en enero de 1833.
La corbeta británica Clio, al mando de John James Onslow, llegó a Puerto Luis el 2 de enero y al día siguiente, conminó al comandante argentino de la goleta Sarandí a arriar la bandera argentina en el mástil de la plaza mayor de Puerto Luis y retirase del lugar con todo el personal argentino, pertenencias y enseres. Además, izó la bandera británica y ordenó a José María Pinedo evacuar la dotación de 26 militares con sus respectivas familiares de la guarnición argentina en Soledad. Dos días después, los soldados argentinos, los convictos de la colonia penal de San Carlos y algunos, de los colonos argentinos que aún quedaban, abandonaron las islas a bordo de la nave Sarandí. Aunque quedaron algunos habitantes (en su mayoría europeos y gauchos llevados por Vernet) en el lugar. En abril de ese año, Charles Darwin visitó las islas en el HMS Beagle. Luego, el francés Jean Simón, es nombrado como nuevo gobernador en nombre del gobierno argentino, pero también es asesinado junto con otros miembros de alto rango de Vernet, entre ellos su lugarteniente, Matthew Brisbane, quien había devaluado el peso de las Islas Malvinas, provocando problemas económicos. Robert Fitz Roy, quien se encontraba en la isla HMS Beagle, ve la situación y abandona las islas. Darwin en El viaje del Beagle también nombra la situación de ese entonces en las islas, hablando de los asesinatos y que más de la mitad de la población que se encontraba allí eran rebeldes fugitivos y asesinos.
Un grupo de 8 de gauchos se sublevó en desacuerdo con la nueva situación, el 26 de agosto de 1833, seis meses después de la invasión británica de las islas. Su líder era el gaucho Antonio Rivero (apodado Antook por los británicos). Lo secundaban otros dos gauchos: Juan Brasido, y José María Luna; más 5 indios charrúas acriollados: Luciano Flores, Manuel Godoy, Felipe Salazar, Manuel González y Pascual Latorre.
Estos rebeldes estaban armados con facones, boleadoras, espadas, pistolas y mosquetes, en contraste con las pistolas y fusiles con los que contaban sus oponentes. Decidieron actuar por sorpresa, aprovechando la ausencia del teniente Lowe y sus hombres, que se habían alejado por mar en una expedición de caza de lobos marinos. Fueron muertos el administrador del archipiélago William Dickson, Matthew Brisbane, Juan Simon, y otros dos colonos: Ventura Pasos y el alemán Antonio Vehingar, ninguno de los cuales logró alcanzar sus armas antes de que se le diera muerte.
Los ataques fueron llevados a cabo cuando las víctimas estaban a solas, para aprovecharse de la superioridad numérica. Posteriormente se instalaron los gauchos en la casa de la comandancia. Según la historiografía argentina, impidieron el izado de la bandera británica durante los siguientes cinco meses, izando en su lugar una azul y blanca. En las fuentes contemporáneas[¿cuál?] no se mencionan las banderas, sino para explicar que, antes de su asesinato, Dickson era el encargado de izar la británica.[cita requerida]
Las vidas del resto de los colonos, de los cuales 6 eran criollos y 17 de otras nacionalidades, fueron respetadas y ―en espera de que las autoridades argentinas enviaran una fuerza naval para recuperar las islas― los confinaron en la isla Celebroña. Durante dos meses (entre el 26 de agosto y el 23 de octubre de 1833) ambos grupos vivieron separados.
El 23 de octubre de 1833 atracó en Puerto Luis la goleta británica HMS Hopeful seguida por dos balleneras también británicas. La Hopeful rescató a las mujeres y niños de la colonia de la isla Celebroña, poniendo así fin a la colonia de las islas. Luego de que todos los gauchos se entregasen, recién el 21 de enero de 1834 los británicos lograron recuperar el control de Puerto Luis.
El teniente Henry Smith, quién iba a bordo del Hopeful, centró sus esfuerzos en restaurar el establecimiento de Puerto Luis, al que renombró Anson's Harbour. Fue sucedido por los tenientes Robert Lowcay en abril de 1838 y John Tyssen en diciembre de ese mismo año. Estas autoridades negaron a Vernet sus reiteradas solicitudes para volver a asentarse en las instalaciones de las que era dueño, con el argumento de que se trataba de un "intruso".[cita requerida] El asentamiento luego fue renombrado como Port Louis.

### Port Louis
Port Louis siguió siendo el único asentamiento y centro de administración de las islas hasta que la capital fue trasladada a Puerto Argentino/Stanley en 1845 (durante el mandato del Gobernador Richard Moody) debido a que se consideraba que la bahía de Stanley tenía una mayor profundidad de anclaje para los buques. Después del traslado, y luego de una existencia azarosa y en ocasiones turbulenta, el asentamiento declinó en importancia llegando a convertirse en un establecimiento privado de cría de ovejas, que perdura hasta la actualidad con sus casas del siglo XIX. Las antiguas construcciones en Puerto Soledad fueron abandonadas y con el paso de tiempo, los rastros franceses, españoles y argentinos se convirtieron en ruinas.
El almirante George Grey realizó una visita a las islas en 1836, y nombró en sus crónicas a la pequeña colonia de Port Louis. Nombró que la casa principal estaba habitada por el Teniente y se encontraba rodeado por unas chozas miserables con paredes blancas, que se parecían a una estación preventiva en la costa de Northumberland.
El 22 de septiembre de 1988 el Congreso de Argentina sancionó la ley N.º 23610 por la que declaró lugar histórico nacional a Puerto Soledad.

## Filatelia
En 2009, el Correo Argentino emitió una estampilla conmemorando los 180 años de la creación de la Comandancia Político-Militar de Malvinas. Se incluyó un óleo de Vernet de Puerto Soledad, el decreto de la creación de la comandancia y un mapa bicontinental de la Argentina.

## Galería

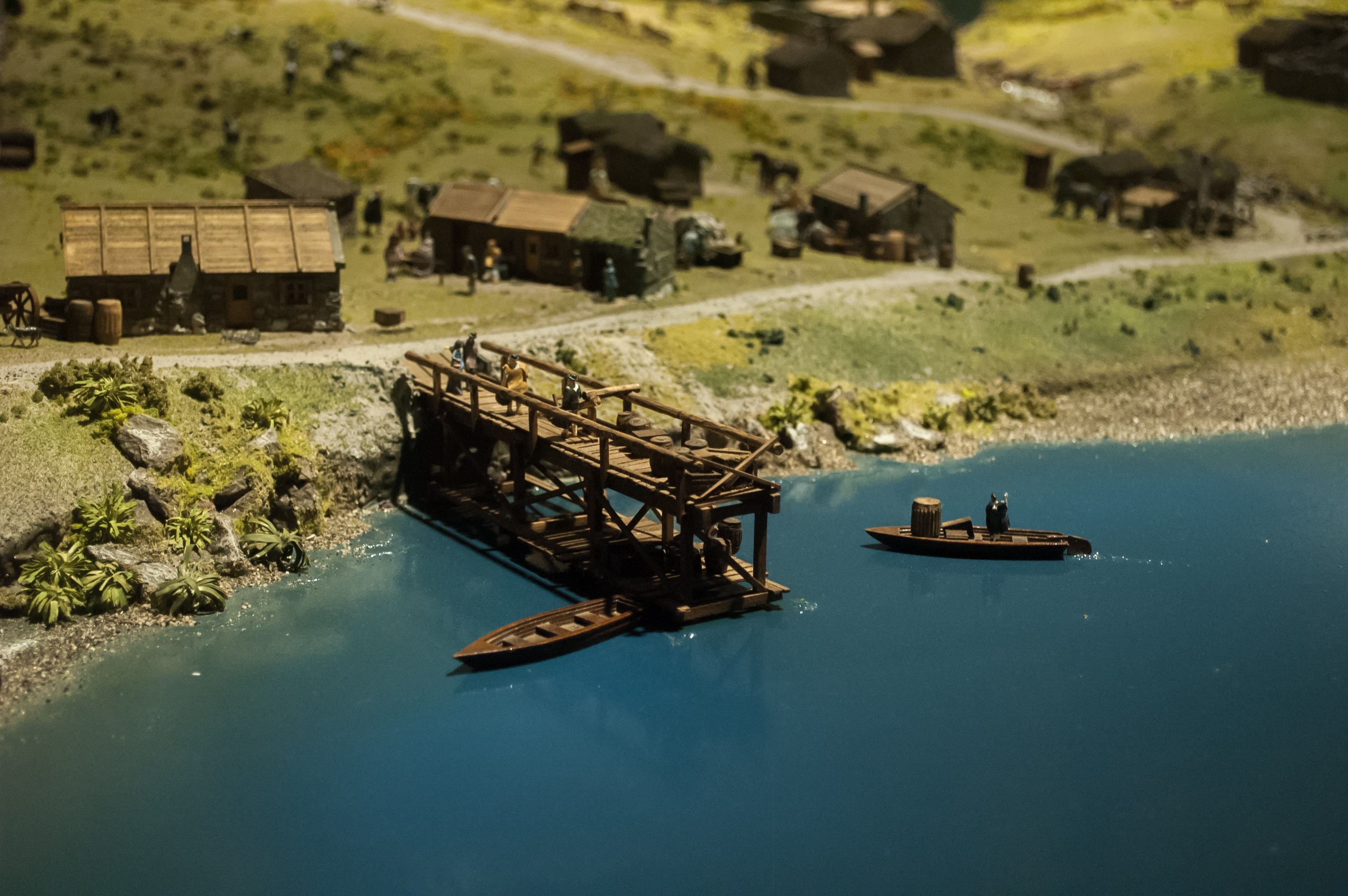
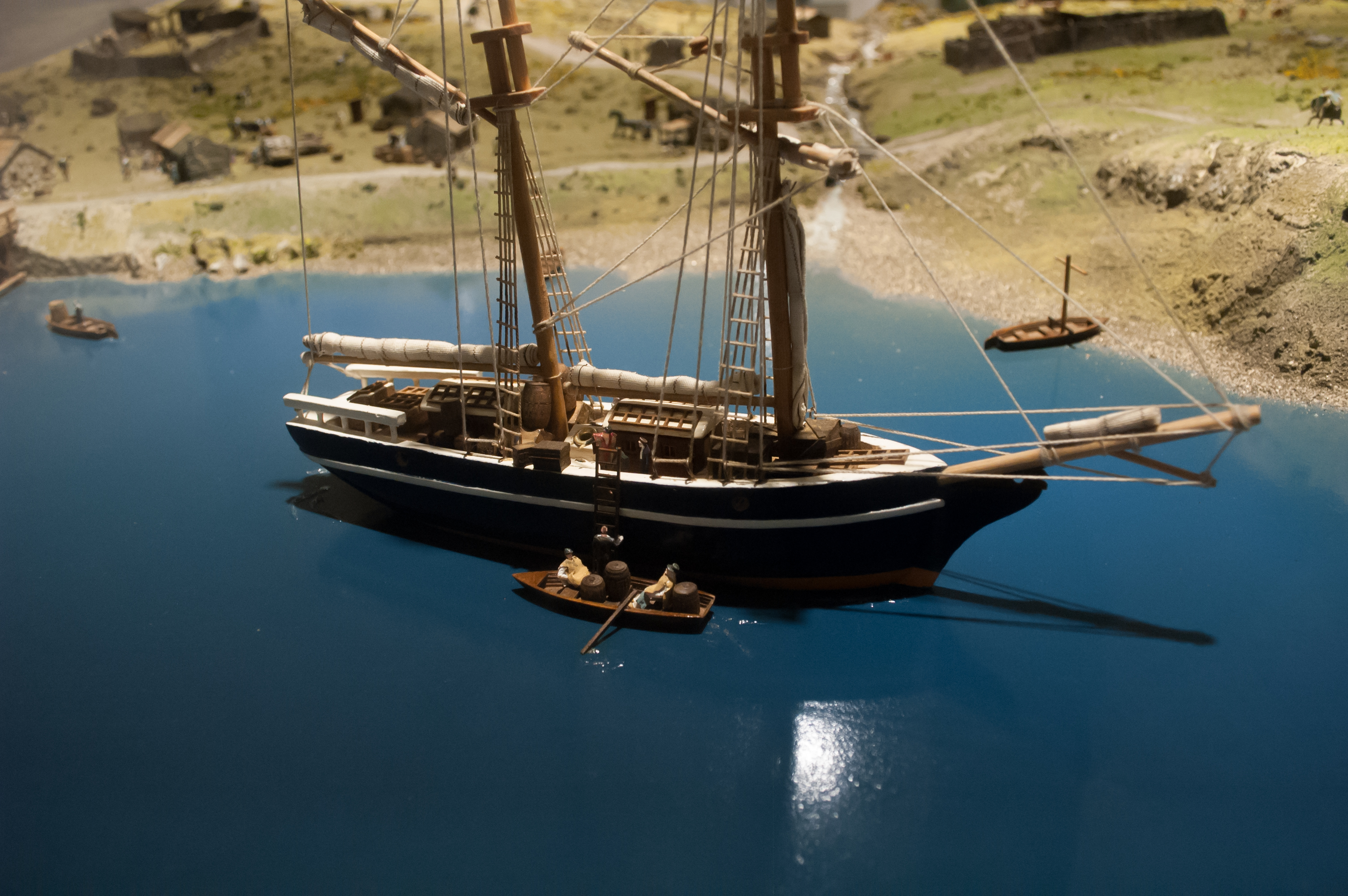
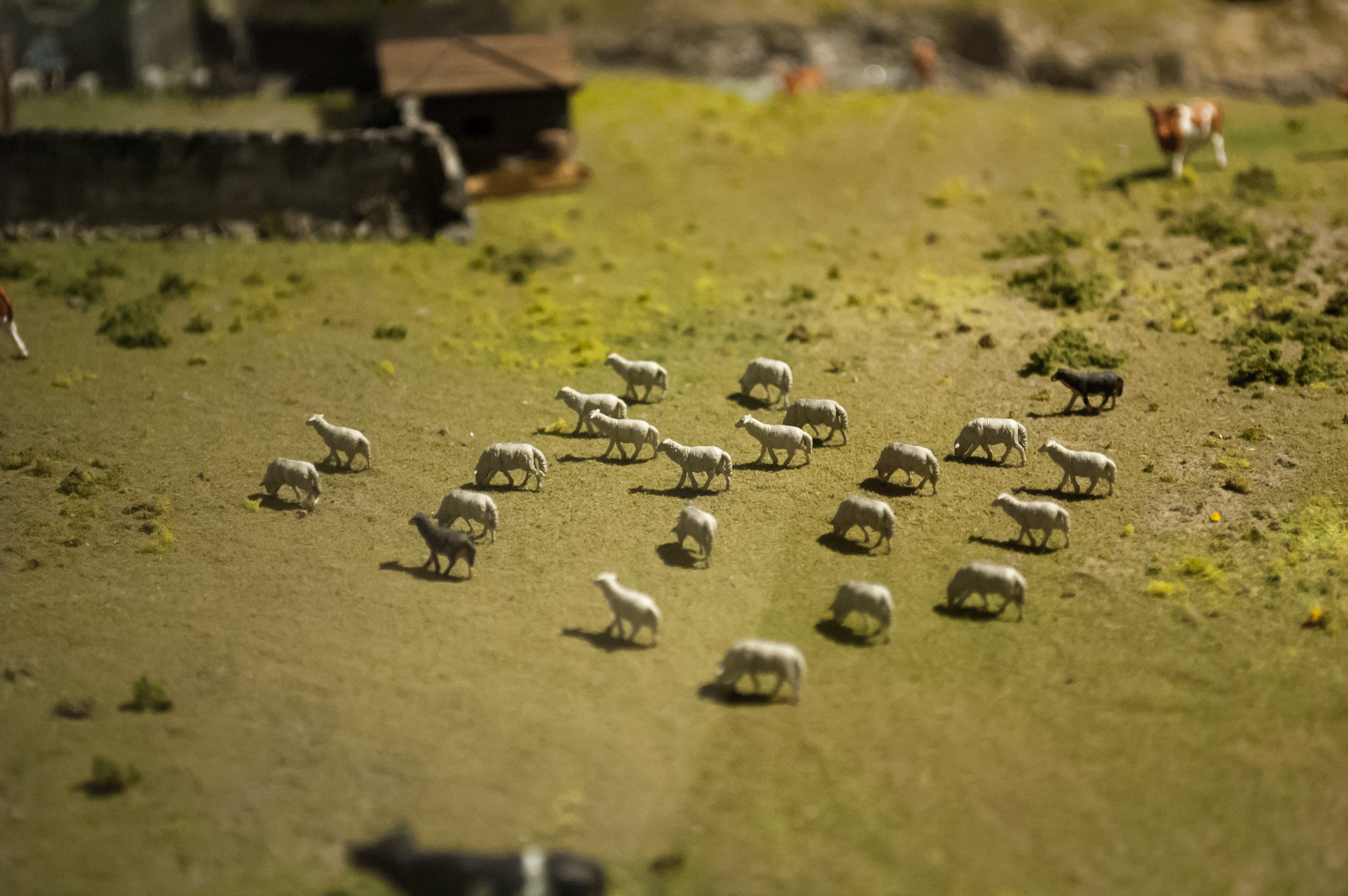
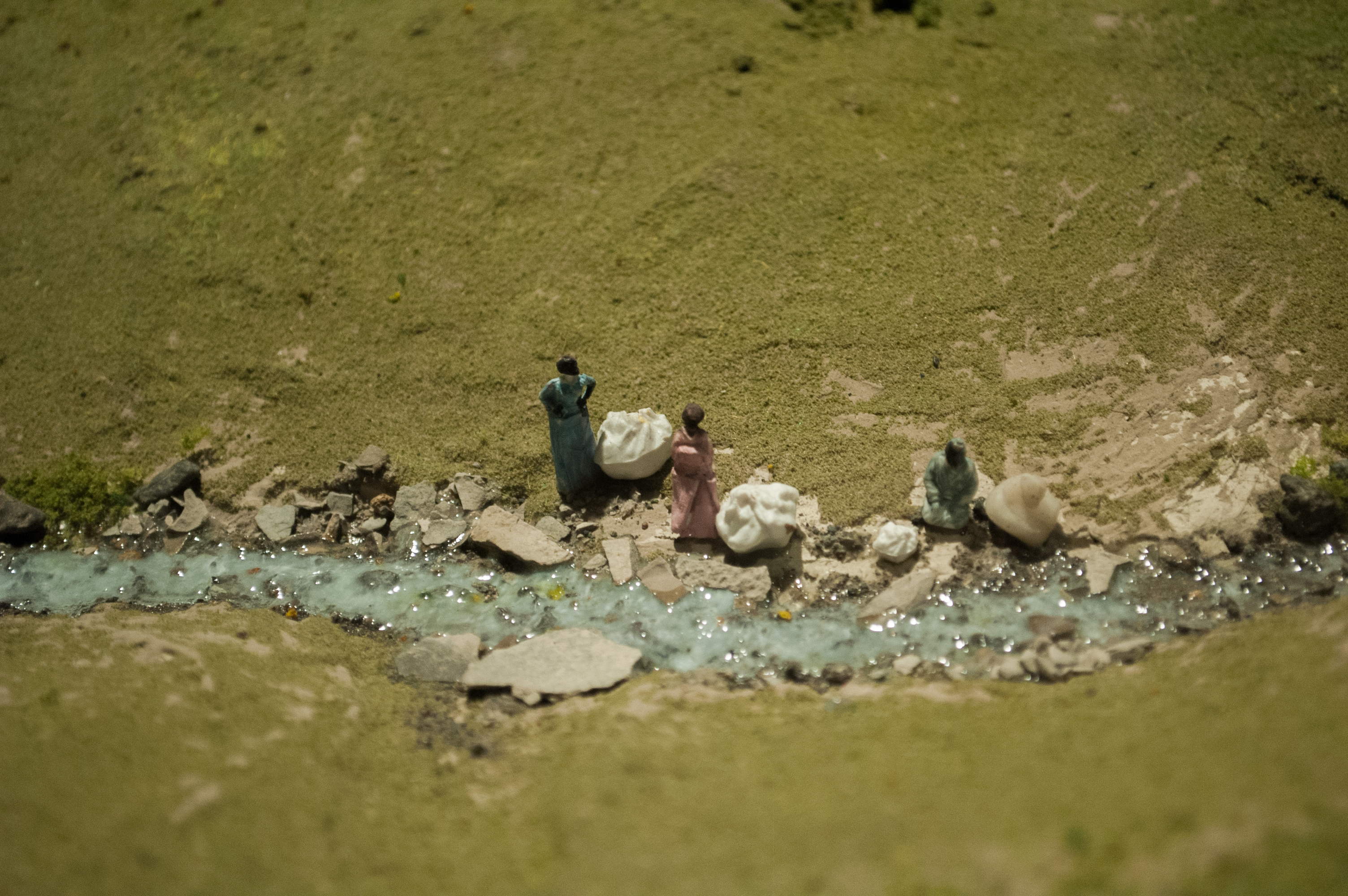
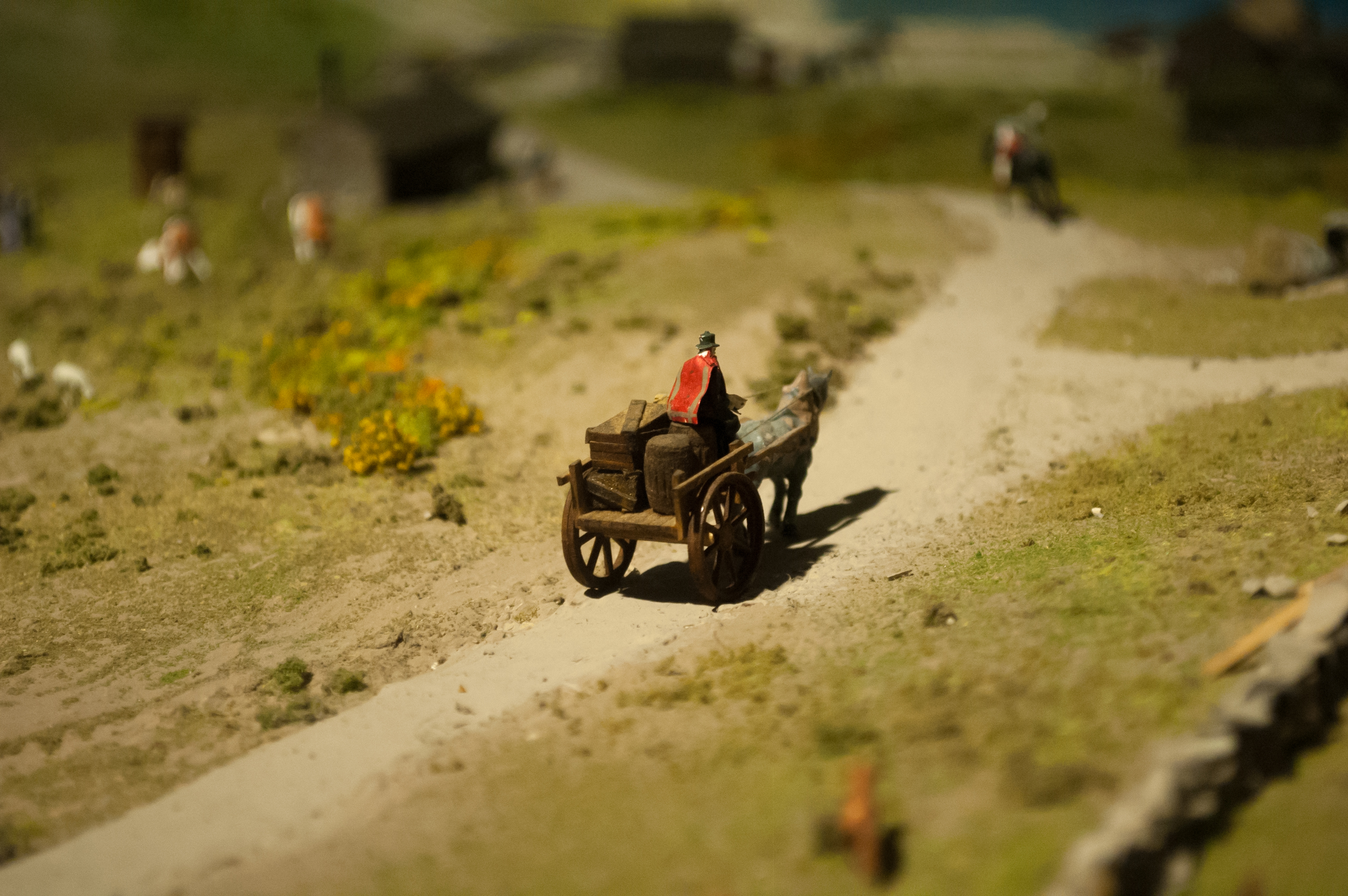
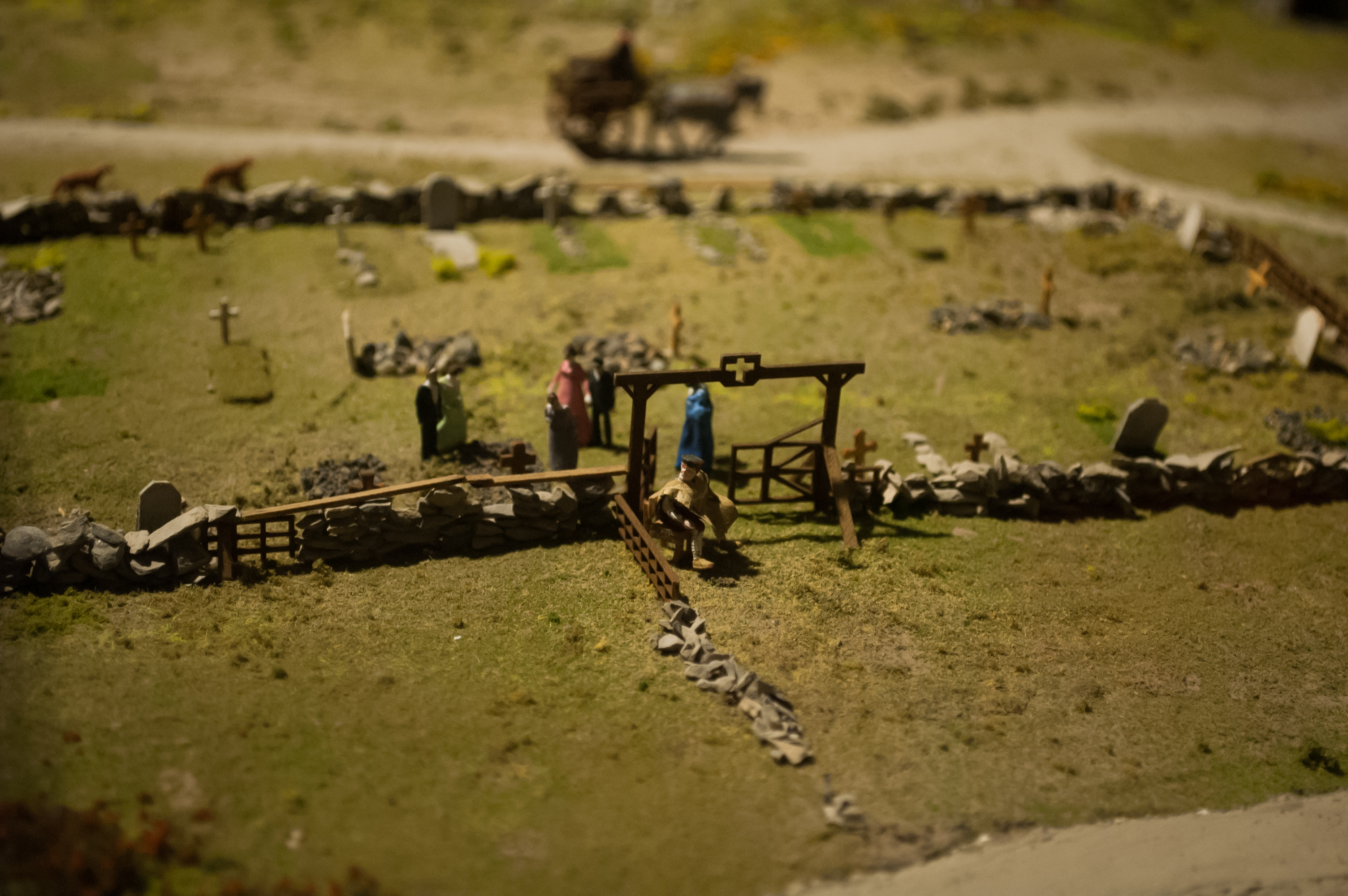
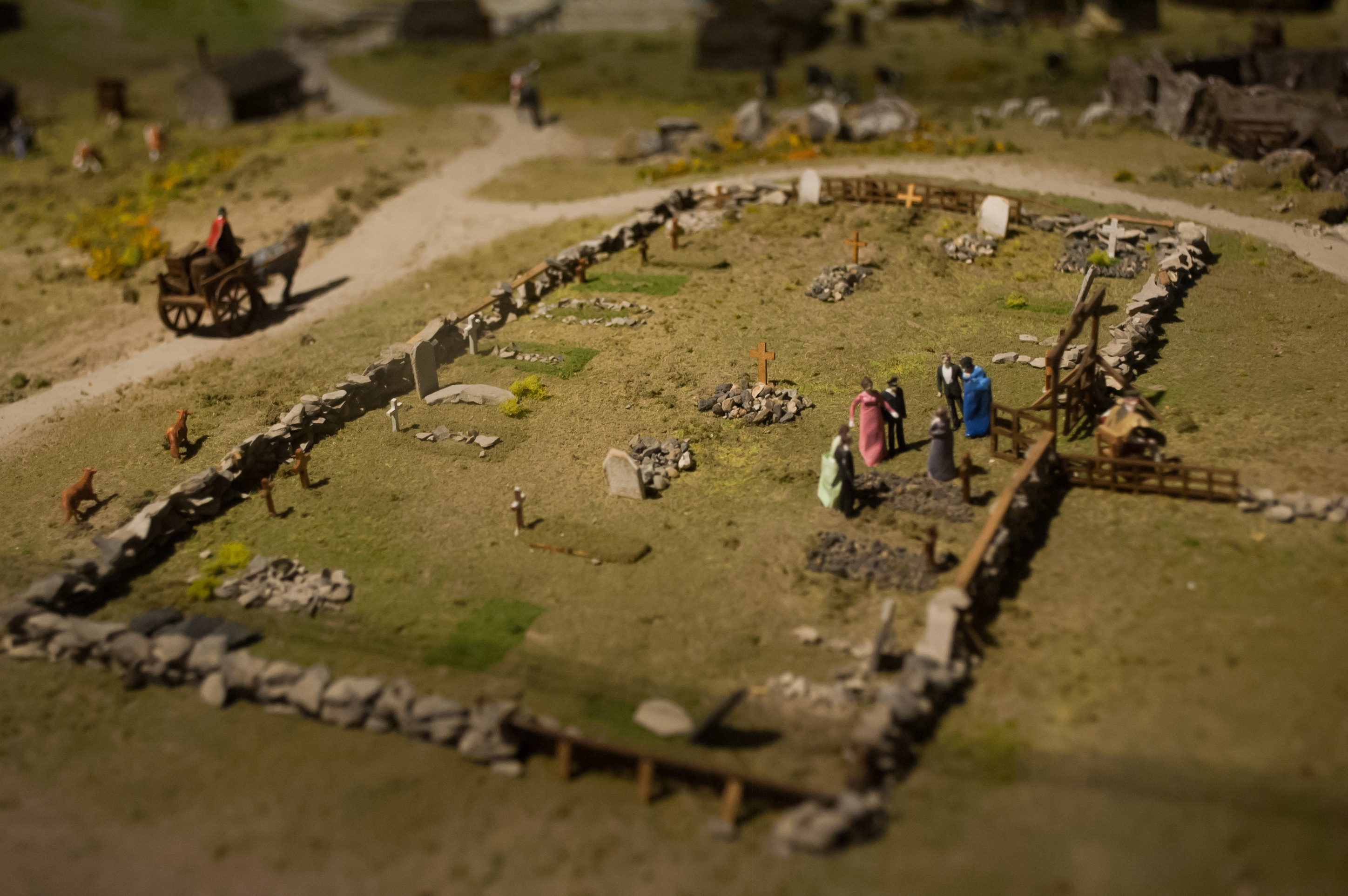
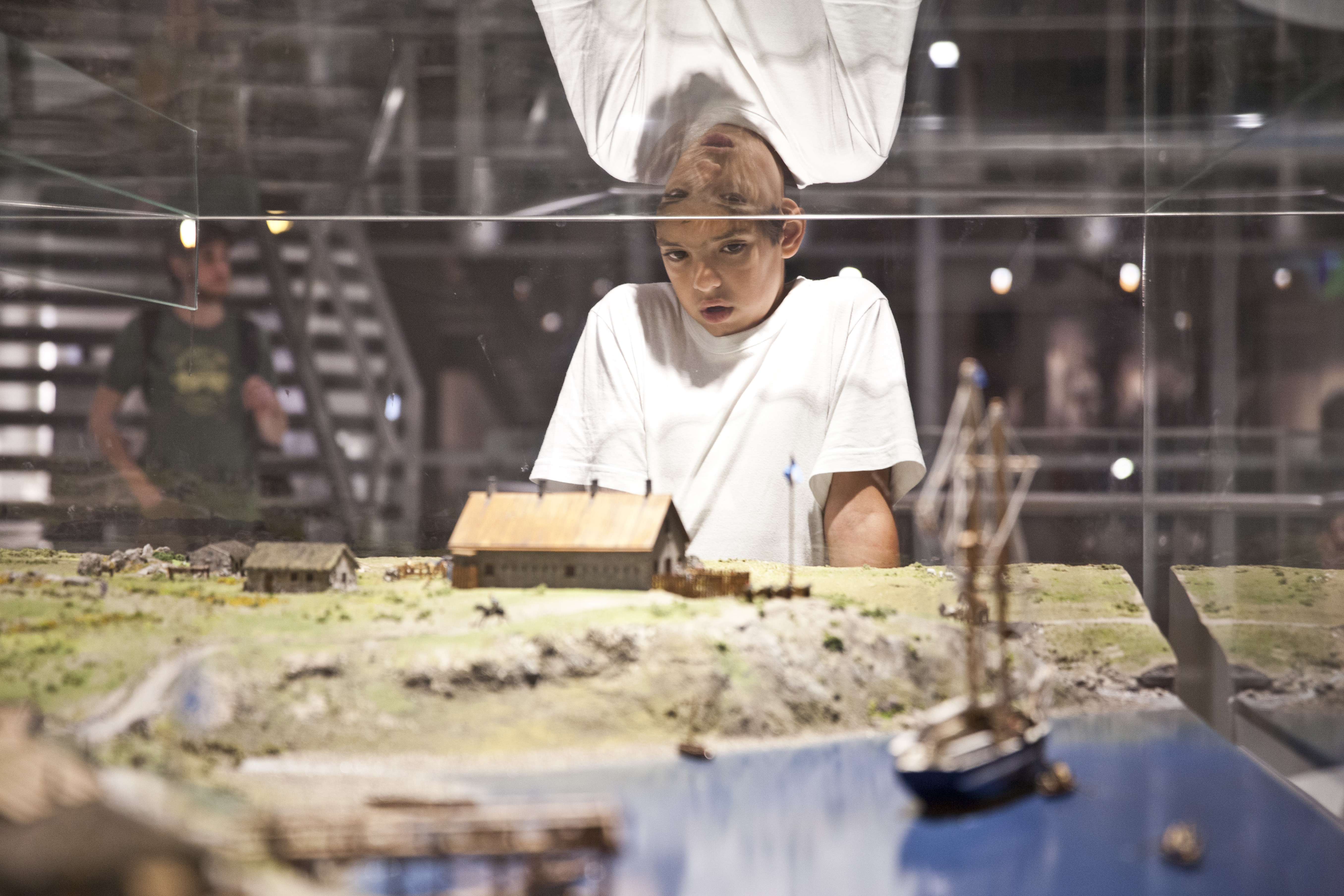
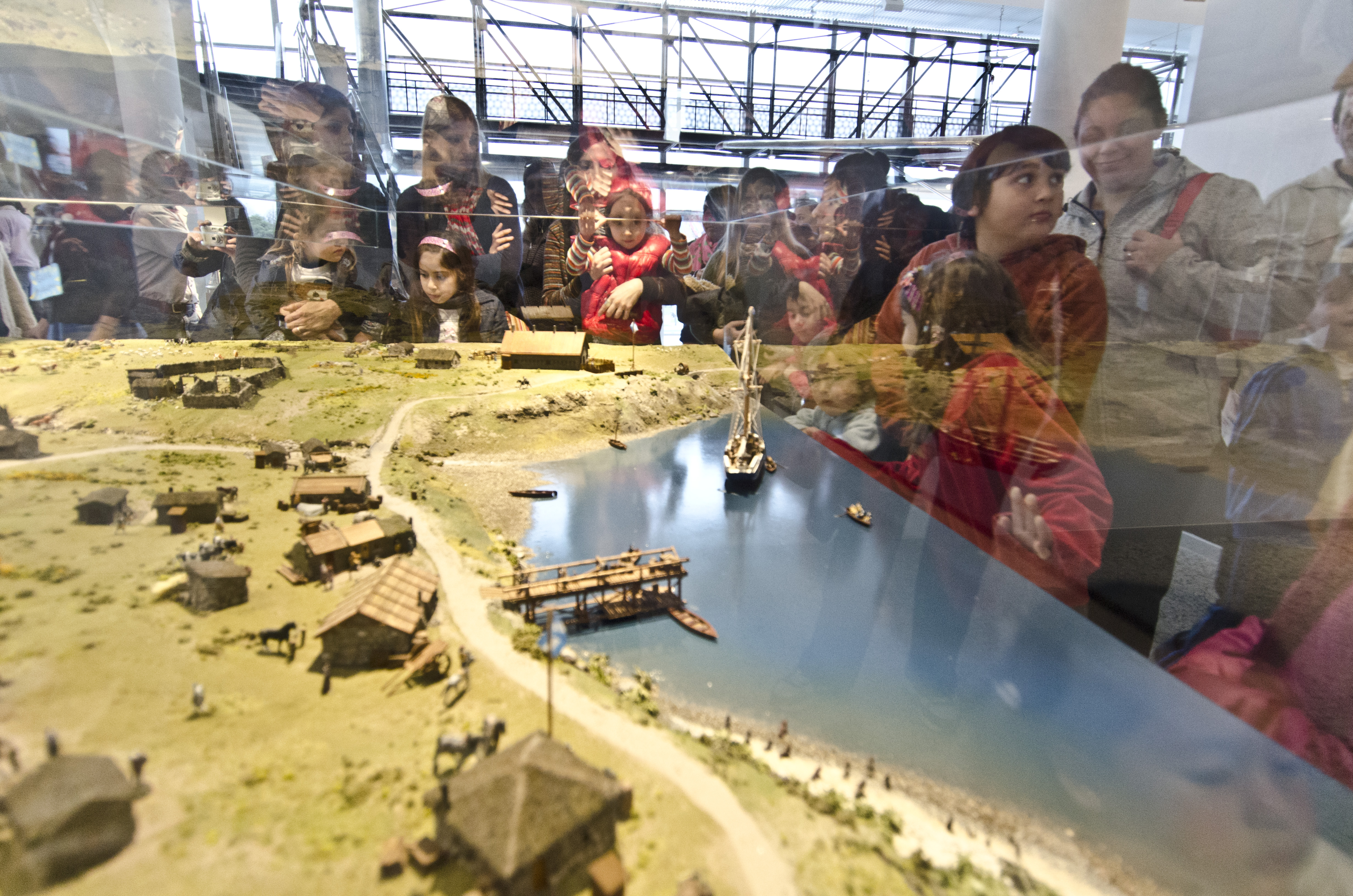

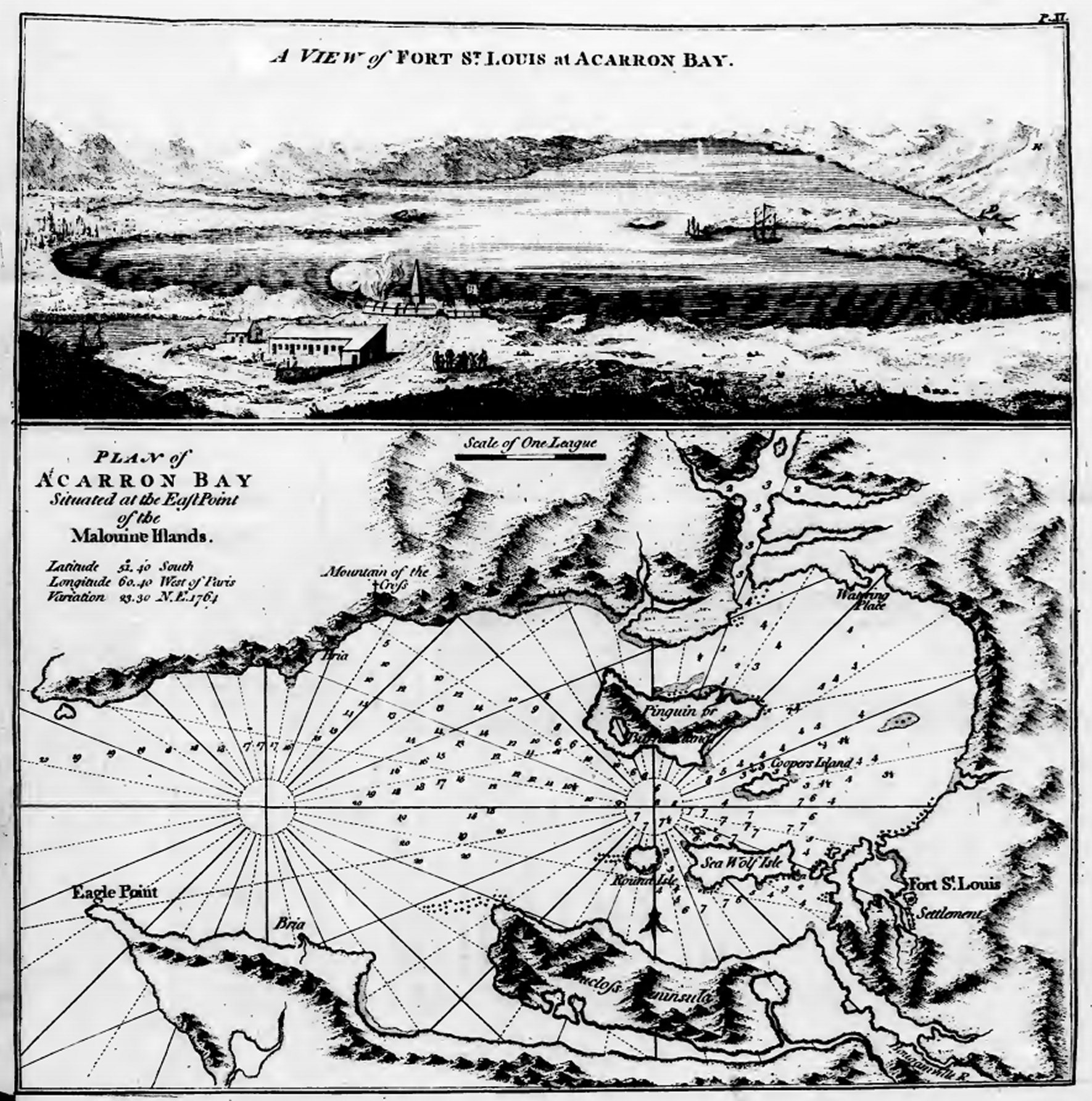
Port Saint Louis en 1764.
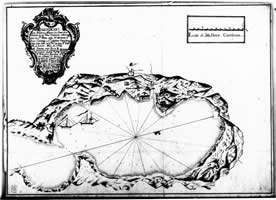
Mapa de 1774.
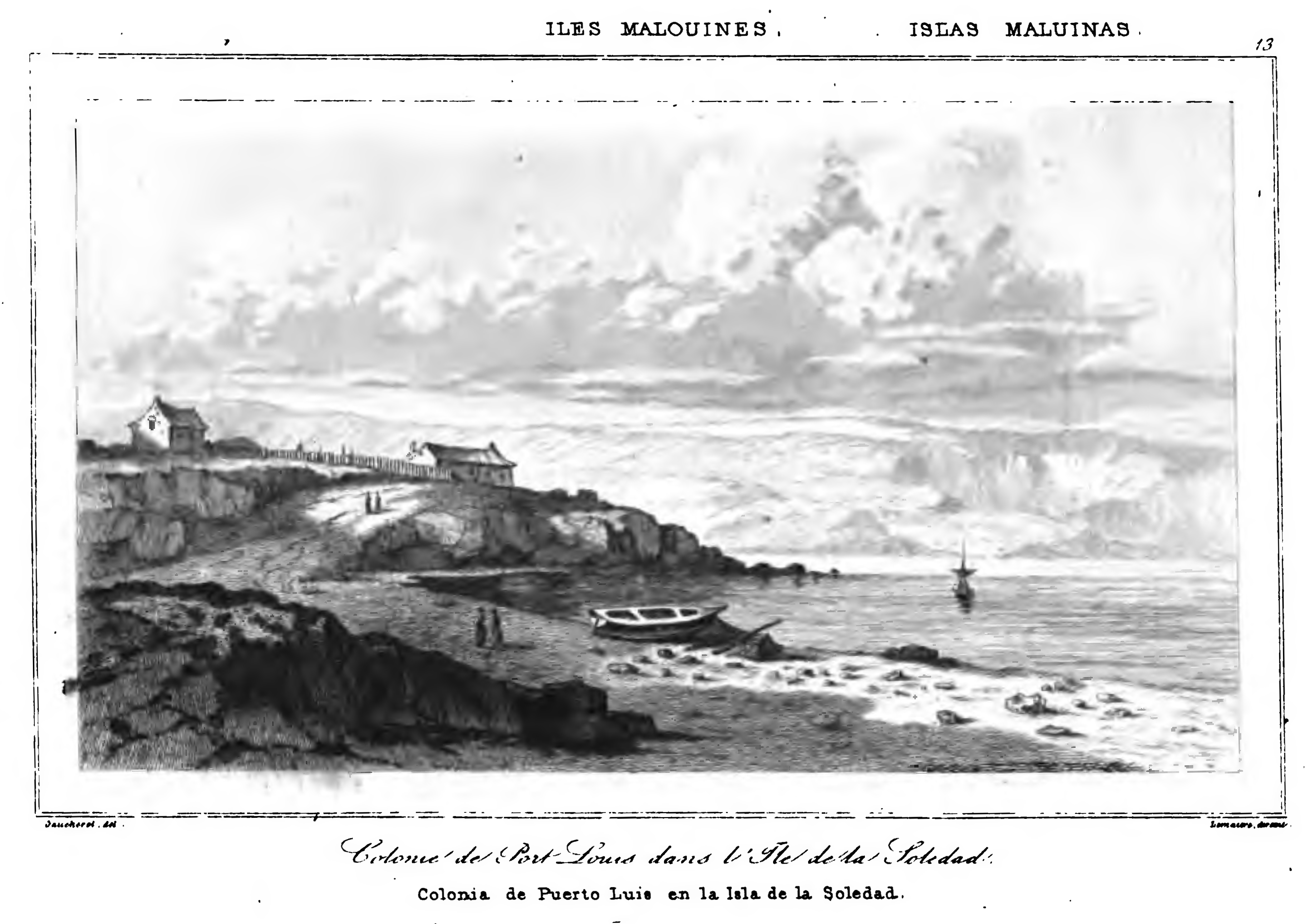
Colonia de Puerto Luis.
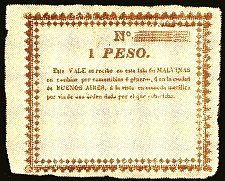
Un Peso, utilizado durante la administración de Vernet.
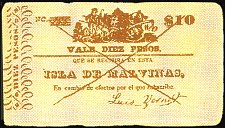
Diez Pesos, utilizado durante la administración de Vernet.

Maqueta de Puerto Soledad en los tiempos de Vernet en el Museo Malvinas e Islas del Atlántico Sur